# Sejanus
Lucius Aelius Seianus (20 î.Hr. - 18 octombrie 31 d.Hr), cunoscut sub numele de Sejanus (pronunție engleză: /sɨˈdʒeɪnəs/), a fost un soldat ambițios, prieten și confident al împăratului roman Tiberius. Eques prin naștere, Sejanus a ajuns prefect al Gărzii Pretoriene, pe care a condus-o din anul 14 d.Hr până în anul 31 d.Hr.

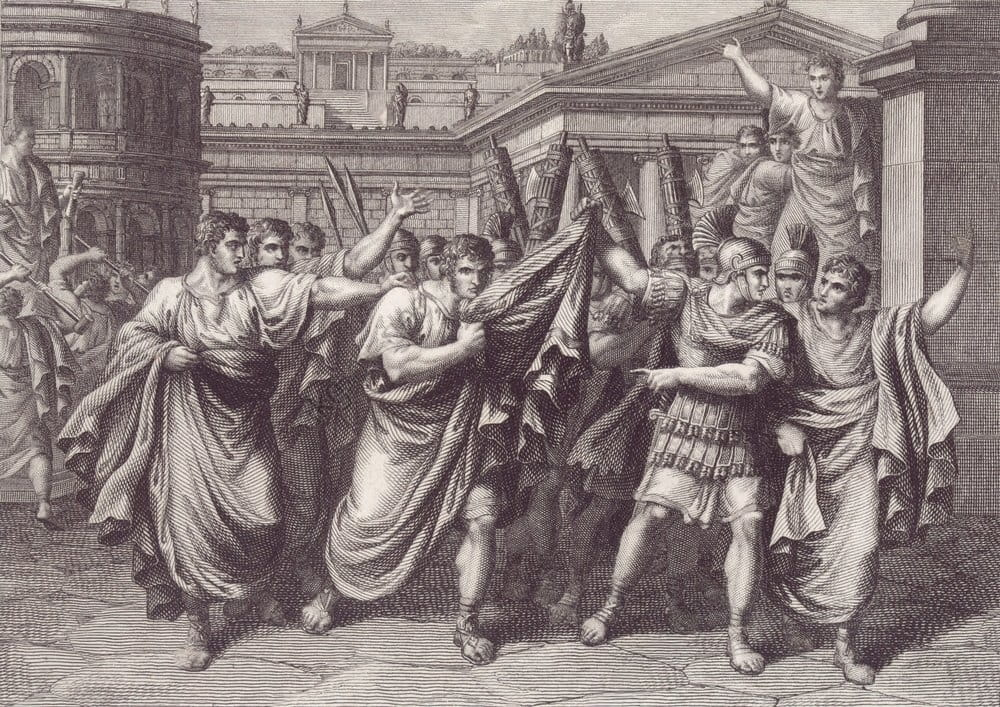
Arestarea lui Sejanus

În timp ce Garda Pretoriană a fost înființată în mod oficial în timpul împăratului Octavianus Augustus, Sejanus a introdus o serie de reforme care au dus la dezvoltarea unității de la o gardă corporală imperială la o instituție puternică și influentă a guvernului implicată în activități de siguranță publică, administrație civilă și mediere politică; aceste schimbări au avut un impact de durată asupra evoluției situației politice din principat.
Pe parcursul anilor '20, Sejanus a acumulat treptat tot mai multă putere prin consolidarea influenței sale asupra lui Tiberius și prin eliminarea potențialilor adversari politici, inclusiv a fiului împăratului, Drusus Iulius Caesar. Atunci când Tiberius s-a retras la Capri în anul 26, i-a lăsat lui Sejanus controlul administrării imperiului. Pentru un timp cetățeanul cel mai influent și mai temut al Romei, Sejanus a căzut brusc de la putere în anul 31, an în care a obținut înalta demnitate de consul. Aflat în mijlocul unor suspiciuni de conspirație împotriva lui Tiberius, Sejanus a fost arestat și executat, împreună cu susținătorii săi.